# 朱砂银耳
朱砂银耳（学名：Tremella cinnabarina），又称为橙耳，是属于银耳目银耳科银耳属的一种真菌，单生、散生于阔叶林中的阔叶树倒木及枯枝上。该种分布于中国、日本、俄罗斯、塔希提岛、萨摩亚、菲律宾等地。